# One P.M.
Pour plus de détails, voir Fiche technique et Distribution.
One P.M. est un film américain réalisé par Richard Leacock et Donn Alan Pennebaker. Il reprend le projet One A.M. (One American Movie) commencé par Jean-Luc Godard en 1968 avec Richard Leacock et D.A. Pennebaker commandé à l'origine par la chaîne de télévision américaine PBL.

## Synopsis
Le film consiste en une série de séquences juxtaposées sans fil conducteur, et sans aucune référence au projet initial de Jean-Luc Godard.
Un Amérindien récite des slogans de la gauche américaine inspirés d'un texte gravé sur un magnétophone portable qu'il a sur lui. Dans un seul plan-séquence d'environ 8 minutes, un homme monte dans un monte-charge placé à l'extérieur d'un gratte-ciel en construction, en répétant avec des intonations différentes les phrases qui lui sont dictées par un magnétophone portable ; arrivé au dernier étage, il inverse le mouvement et redescend.
Pendant les répétitions de la scène dans un studio de cinéma, Godard remet à l'acteur Rip Torn le magnétophone portable et lui donne des instructions sur la façon de varier l'intonation des phrases qu'il doit répéter.
Eldridge Cleaver, l'un des leaders des Black Panthers, parle du cinéma et se plaint de n'avoir jamais eu de bonnes relations avec les cinéastes. Au cours d'une conversation à quatre dans la banlieue de Berkeley, en présence de Richard Leacock et Tom Luddy, le leader de la jeunesse contestataire Tom Hayden (qui était à l'époque le compagnon de Jane Fonda) déclare que les idées dans le cinéma comme dans la fiction doivent paraître absolument naturelles ; Godard le contredit en affirmant qu'au contraire, l'art n'est absolument pas naturel.
L'écrivain et musicien Amiri Baraka joue et chante du jazz accompagné par un groupe afro-américain dans la rue à Harlem.
Dans un bureau de Lower Manhattan, une jeune avocate parle de son travail dans le cœur financier du capitalisme. La caméra la suit alors qu'elle quitte le bureau et se dirige vers le métro.
Un acteur déguisé en soldat nordiste donne une conférence dans une école au cours de laquelle il dit aux élèves, majoritairement noirs, que les médias mentent. Les élèves répliquent qu'ils n'ont pas besoin qu'un trou du cul blanc vienne leur dire des choses qu'ils savent déjà.
Sur le toit d'un hôtel de Manhattan, le groupe de rock psychédélique Jefferson Airplane donne un concert ; dans tout le quartier, les gens regardent par la fenêtre pour écouter, les badauds bloquent la circulation.

## Fiche technique
- Titre : One P.M.
- Réalisateur : Richard Leacock et Donn Alan Pennebaker
- Pays de production :  États-Unis
- Date de sortie : 
  - États-Unis : 10 février 1972

## Distribution
- Marty Balin
- Amiri Baraka
- Carol Bellamy
- Eldridge Cleaver
- Tom Hayden
- Mary Lampson
- Tom Luddy
- Paula Madder
- Grace Slick
- Rip Torn
- Anne Wiazemsky

## Production
Le projet d'un film américain de Jean-Luc Godard commence en 1968, lorsque le réalisateur, déjà extrêmement célèbre dans son pays, se rend aux États-Unis pour promouvoir la distribution de plusieurs de ses films : La Chinoise, dont le visionnage a eu une très forte influence sur les meneurs étudiants en formation lors de la contestation politique à l'université Columbia ; Les Carabiniers, tourné cinq ans plus tôt, et Week-end, qui sort en octobre lorsque le réalisateur débarque à New York.
La deuxième raison pour laquelle Godard traverse l'océan est l'invitation des chefs opérateurs Richard Leacock et D. A. Pennebaker à tourner un film qui photographierait « l'état de l'Amérique », sur le modèle de One + One, avec en vedette Jefferson Airplane au lieu des Rolling Stones. Le réalisateur est accompagné de sa seconde épouse, Anne Wiazemsky, qui joue quelques petits rôles dans le film, de Jean-Pierre Gorin et d'Isabel Pons, avec qui Godard fondera bientôt le collectif de cinéma Groupe Dziga Vertov. Le tournage à New York dure une semaine, puis Godard s'envole pour San Francisco pour tourner des scènes avec Tom Hayden sur le campus de l'université de Berkeley. Dans la ville d'Oakland, il interviewe le chef charismatique des Black Panthers, Eldridge Cleaver, qui lui demande 5 000 dollars pour le tournage.
Le 19 novembre, l'équipe retourne à New York pour filmer un concert des Jefferson Airplane sur le toit de l'hôtel Schuyler ; un public de badauds bloque la circulation dans la rue, jusqu'à ce que la police les disperse et interrompe le concert des musiciens, les provoquant ouvertement.
Godard visionne le film et est immédiatement déçu. Il reproche à Pennebaker le fait que les plans de la maison d'Eldridge Cleaver sont pratiquement teintés de rose, et il déteste les zooms sur les visages des acteurs qui sont au contraire une caractéristique du cadreur américain. Sa façon de travailler est totalement contraire à celle des deux chefs opérateurs, au point que le réalisateur refuse de poursuivre le travail. C'est alors que Leacock et Pennebaker se mettent d'accord avec la production pour utiliser le matériel et monter un autre film, One Parallel Movie, souvent abrégé en One PM, par opposition à l'original One AM ; ce film sera le seul à être distribué, en 1972. Godard surnommera le film « One Pennebaker Movie » pour signifier que c'est le film de Pennebaker et non le sien.